# Ianthopappus corymbosus
Ianthopappus corymbosus là một loài thực vật có hoa trong họ Cúc. Loài này được (Less.) Roque & D.J.N.Hind mô tả khoa học đầu tiên năm 2001.